# Katoaga
Vous lisez un « article de qualité » labellisé en 2022.

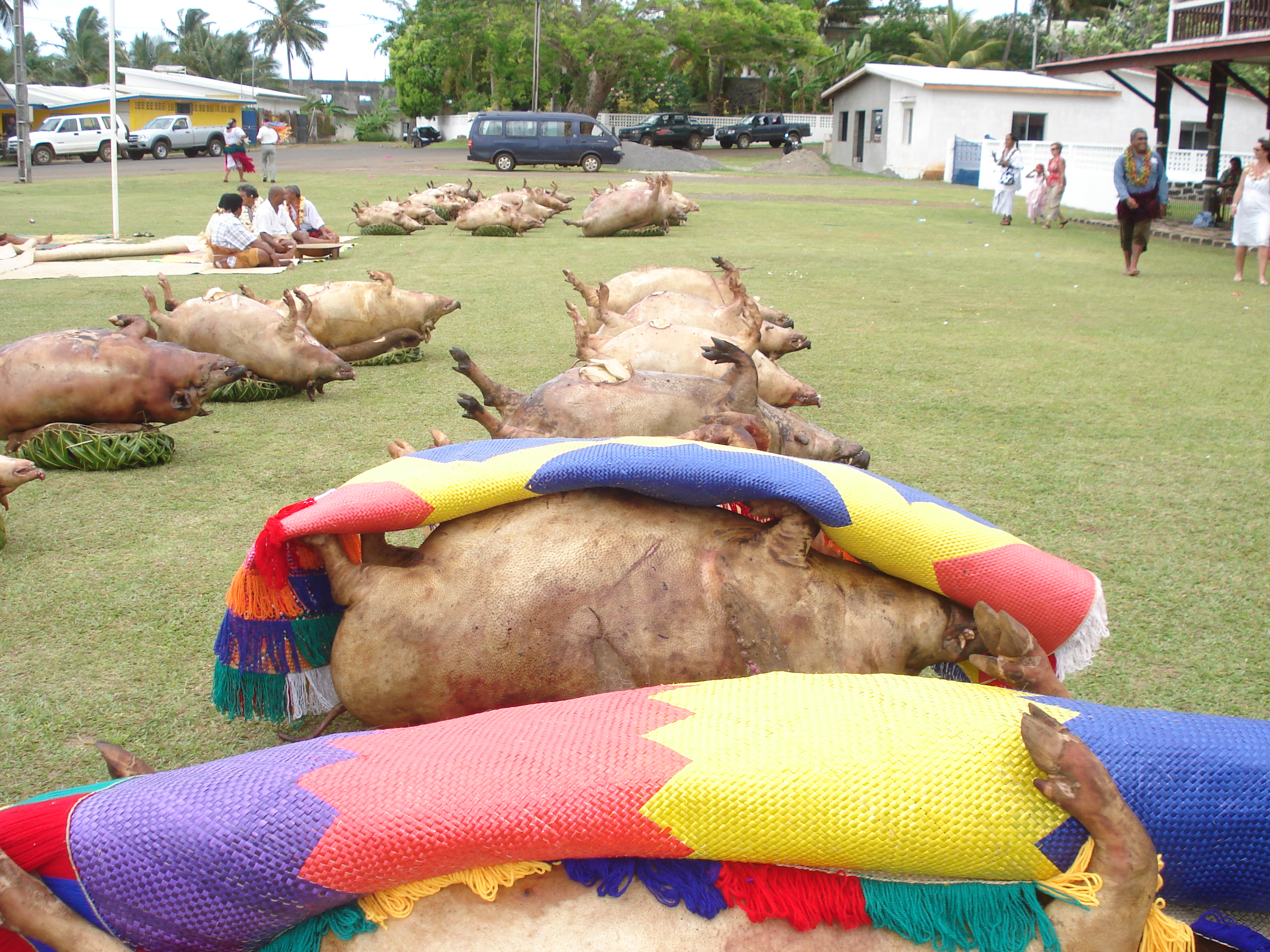
Cochons et nattes alignés devant le palais royal d'Uvea à Matā'utu lors d'un wls à Wallis en 2008.

Le kātoaga est une fête coutumière de Wallis-et-Futuna, collectivité d'outre-mer française d'Océanie de culture polynésienne. Lors de cette cérémonie, des biens sont échangés, tels que des cochons, des paniers de légumes (ignames et taro), des nattes, des tapa ou encore des enveloppes remplies de billets de banque. Il a lieu à l'occasion de fêtes religieuses, d'évènements politiques (intronisation d'un souverain, fête nationale…) ou d'évènements privés (mariage, communion, enterrement). D'origine ancienne et présent dans de nombreuses sociétés polynésiennes, le katoaga obéit à un rituel et un protocole strict qui n'a que peu changé depuis la christianisation de Wallis-et-Futuna au XIXe siècle. Il commence par une messe catholique, est suivi d'un repas, d'une cérémonie du kava, puis de danses exécutées par les villageois, avant que les vivres apportés par les habitants ne soient redistribués aux dignitaires et à la population, chaque don étant attribué selon le rang de la personne à qui il est destiné. Des discours, poèmes et récits de la tradition orale sont déclamés par les dignitaires participants. Ces grandes fêtes coutumières mobilisent plusieurs villages ou districts et nécessitent plusieurs semaines voire mois de préparation.
Le katoaga est une obligation coutumière qui concerne l'ensemble de la population. Il répond à une logique de dons et contre-dons comparable à celle du potlatch, où les biens offerts confèrent du prestige à leur donateur et obligent le receveur à rendre en retour, en dehors de toute valeur d'usage ou monétaire. Le statut social du donataire est déterminé par la qualité et la quantité de biens qu'il offre. Les vivres et les objets donnés lors d'un katoaga sont produits par ceux qui les apportent, selon une logique genrée (cochons et ignames pour les hommes, nattes pour les femmes), mais de plus en plus de Wallisiens et Futuniens salariés les achètent à des producteurs, conduisant à une inflation de dons et à de l'endettement pour pouvoir offrir des biens à la hauteur de leur rang. Cela contribue néanmoins à une redistribution des richesses monétaires parmi la population.
Le katoaga met en scène l'ordre social des sociétés wallisienne et futunienne, en affichant la place de chacun dans la hiérarchie, mais constitue également une arène politique, l'autorité des chefs coutumiers se mesurant dans leur capacité à rassembler de nombreuses personnes offrant des richesses qui sont ensuite redistribuées. Cette cérémonie consacre également le rôle des rois coutumiers comme les garants du bon fonctionnement de la société, dans une position d'intermédiaires entre le monde des vivants, celui des ancêtres et Dieu.

## Étymologie
Le mot kātoaga, souvent orthographié katoaga, est formé de deux termes en wallisien : kātoa « se réunir ensemble » et 'aga « l'endroit où se déroule l'action ». Il peut désigner l'ensemble d'une cérémonie coutumière ou bien, dans son acception stricte, la distribution de vivres,. Le terme est employé également en futunien, ; la linguiste Claire Moyse-Faurie le définit comme « cérémonie traditionnelle de distribution de vivres sur la place du village ».

## Historique

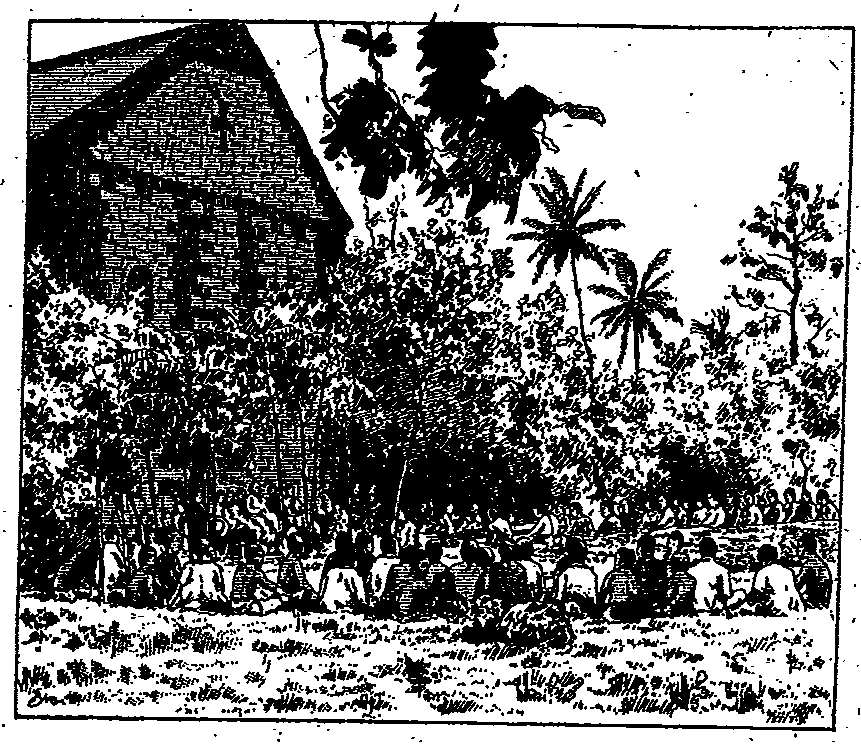
Gravure représentant un katoaga devant l'église de Lano, à Wallis, vers la fin des années 1880.

Tout au long de l'histoire de Wallis-et-Futuna, la cérémonie du katoaga perdure, y compris après la christianisation du territoire au XIXe siècle. L'anthropologue Dominique Pechberty indique qu'« il ne s'agit pas d'un folklore à l'usage des touristes, ni de la reconquête d'un patrimoine culturel pour retrouver une identité perdue ».
L'origine du katoaga n'est pas précisée, mais elle fait partie de l'histoire des fêtes polynésiennes. Les premiers katoaga connus dans les sources occidentales sont décrits par les navigateurs néerlandais Willem Schouten et Jacob le Maire lorsqu'ils séjournent à Futuna en 1616. Des cérémonies similaires sont observées aux Tonga (où elles sont dénommées katoanga) ou aux îles Marquises au XVIIIe siècle. On en trouve également à Rotuma sous le nom de kato'aga et elles sont toujours pratiquées au XXe siècle aux Tonga,. Dans les sociétés polynésiennes de cette époque, « le chef de tribu centralise l'approvisionnement en nourriture et la redistribue ensuite en fonction de la hiérarchie existante ». À Wallis, l'organisation du katoaga a subi l'influence tongienne. Avant la christianisation, ces fêtes « se déroulaient […] en l'honneur de l'anniversaire de la mort d'un dignitaire religieux ou bien pour célébrer la première récolte d'ignames ou encore en l'honneur du fils d'un chef, etc. ».
À Futuna, le katoaga est souvent organisé lors de la cérémonie d'intronisation d'un roi coutumier. Avant la christianisation, cette intronisation intervient souvent juste avant une guerre entre les royaumes d'Alo et Sigave ; le katoaga constitue alors « le remerciement du peuple au souverain pour la bataille qu'il était sur le point de mener ». En futunien, le katoaga portait d'ailleurs le nom de gasue taumafa o le launiu, « repas de consécration du launiu », la palme de cocotier qui symbolise le titre de roi coutumier. Avec la christianisation, le terme taumafa est associé à la Cène du Christ : on y retrouve, pour l'anthropologue Adriano Favole, la même symbolique du repas qui précède un sacrifice.
Pour l'archéologue Anne di Piazza, le katoaga a joué un rôle dans l'organisation de l'agriculture à Futuna : l'apparition de tarodières irriguées a permis une production abondante de tubercules. En conséquence, « les rendements élevés […] ont vraisemblablement renforcé l'aspect compétitif » des katoaga.

## La cérémonie

### Occasions de célébration
Les katoaga peuvent être organisés pour différentes occasions : une fête religieuse, telle que la fête du saint patron d'une paroisse (saint Michel à Ha'afuasia, saint Jean-Baptiste à Vailala, saint Pierre Chanel à Halalo, le Sacré-Cœur à Tepa) ; une fête profane telle que la fête nationale du 14 juillet, la fête du territoire le 29 juillet ou encore l'intronisation d'une personnalité politique ; enfin, des katoaga ont lieu dans un cadre privé, par exemple un mariage, une première communion ou un décès. Ces cérémonies sont nombreuses et rythment la vie de la population. Le katoaga s'inscrit dans un ensemble de fêtes qui rassemblent les familles et durant lesquels des biens sont échangés.
À Futuna, un katoaga est organisé lors de l'intronisation d'un roi coutumier. Les katoaga sont organisés moins fréquemment que la cérémonie du kava (qui a lieu à chaque assemblée rassemblant des nobles, ou aliki). En effet, « le katoaga est un rite redistributif long et élaboré qui prévoit le rassemblement de grandes quantités de richesses (...) et est lié à l'état des récoltes et à l'existence d'un nombre suffisant de cochons ».

### Organisation
Un katoaga exige beaucoup d'organisation et est généralement préparé plusieurs semaines voire mois à l'avance. Il mobilise souvent plusieurs villages, districts, voire la population entière d'un royaume coutumier. La nourriture offerte nécessite une planification tout au long de l'année : élevage des cochons, plantation des légumes (ignames, kape). Les chants et danses sont répétées par les différents villages ; certaines peuvent être créées pour l'occasion.
L'organisation d'un katoaga est fixée par les ministres coutumiers, le chef de district (à Wallis) et les chefs de village lors d'un conseil (fono). Lors de ces conseils, la quantité et le type de nourriture demandée y est discutée. Les décisions sont ensuite transmises aux représentants des différents quartiers de chaque village, ainsi qu'aux représentants des jeunes hommes (takitaki tagata) et des jeunes femmes (takitaki fafine).
Plusieurs types de katoaga existent à Futuna, en fonction de la quantité de nourriture demandée : le tagata-fatogia, où chaque homme adulte qui s'acquitte des travaux collectifs envers le chef d'un village doit apporter un panier de nourriture et un cochon, et le fai’umu, où le nombre de fours traditionnels au sein de chaque foyer (kaiga) sert de référence. Il y a généralement plus d'hommes que de fours : le tagata-fatogia est ainsi un katoaga de grande ampleur. Le statut de fatogia, qu'Adriano Favole traduit par « citoyenneté », procure des droits et des devoirs au sein d'un village, dont celui de participer au katoaga.
La veille d'un katoaga, les villageois s'activent intensément : les cochons sont tués à coup de fusil, éviscérés et mis à cuire dans des fours enterrés par les hommes, tandis que les femmes réalisent des colliers de fleurs de tiaré et d'hibiscus. Les paniers de nourriture et les cochons sont transportés en voiture sur le lieu de la cérémonie.

### Déroulement

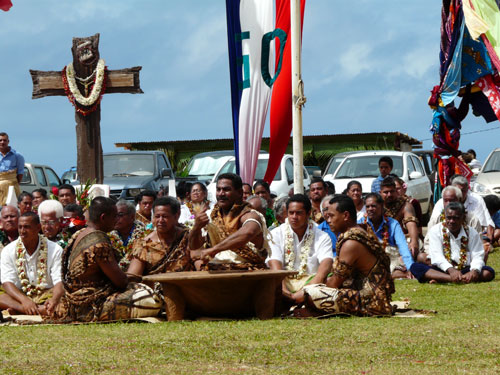
Cérémonie du kava à Wallis devant le palais royal (6 février 2016). Elle suit un protocole très codifié.

À Wallis, le katoaga débute par une messe en début de matinée, suivie d'un « apéritif » (un repas offert pour les dignitaires), une cérémonie du kava, puis des danses et enfin la distribution des vivres. À Futuna, les deux composantes essentielles d'un katoaga sont la distribution du kava entre les chefs et la répartition des vivres.

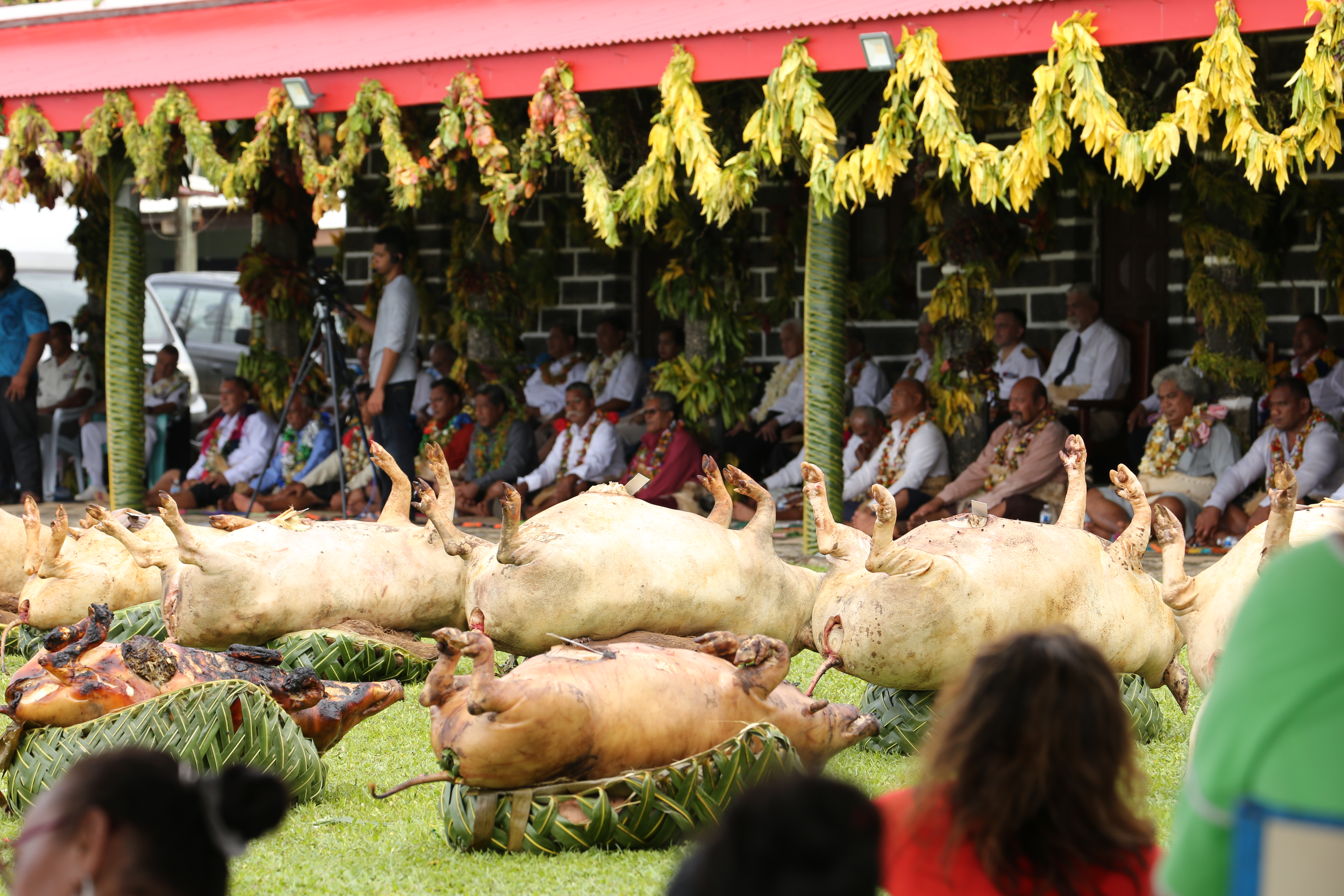
Offrandes (paniers de légumes et cochons grillés) déposés sur le mala'e, devant les dignitaires assis (ici, le katoaga a lieu devant le palais royal à Mata Utu lors de la fête du territoire le 29 juillet 2019).

Avant la sortie de la messe, les chefs coutumiers de district et de villages déposent les offrandes ('umu) sur la place centrale (mala'e) située juste à côté de l'église, et déterminent à qui ils seront distribués, selon leur taille (plus un cochon est gros, plus le rang de celui qui le reçoit est élevé). À Futuna, cette responsabilité importante est dévolue à un aliki (noble, chef), le Tu'i Sa'akafu, dont c'est l'unique rôle parmi la chefferie.
Les dignitaires (dans l'ordre protocolaire : Lavelua, ministres coutumiers, évêque, administrateur supérieur, député, sénateur, élus territoriaux, religieux et religieuses, représentants de l'enseignement, chefs de service de l'administration, chefs de village) sont en général assis sur une terrasse abritée du vent et du soleil. En face d'eux, les représentants des familles nobles qui offrent le kava sont assises sur une natte. Les danses se déroulent également sur cet espace. Les biens offerts sont déposés derrière les danseurs, et les spectateurs des différents villages sont assis sur les côtés. Les vivres offerts sont exposés sur la place centrale (mala'e), afin que les dons soient mis en valeur.
Après la messe a lieu la cérémonie du kava, qui revêt une importance majeure dans la coutume, a fortiori s'il s'agit d'un kava royal. Cette cérémonie suit un protocole strict avec des rôles bien définis pour chaque acteur. À Wallis, la racine de kava broyée est présentée au Lavelua, puis le kava est brassé, et enfin filtré. Le liquide est recueilli dans un récipient appelé tano'a. Ensuite, il est distribué dans des coupes faites en noix de coco aux différents notables présents. L'ordre de distribution des coupes de kava est fixé selon le rang de chaque dignitaire et alterne entre nobles ('aliki) et roturiers (tu'a). Le maître de cérémonie est chargé d'annoncer tour à tour les personnes à qui distribuer le kava ; une fois appelées, ces dernières frappent trois fois dans leurs mains et reçoivent une coupe. Le Lavelua a toujours la première coupe et le préfet la dernière. Ce cérémonial est ponctué par un discours codifié échangé entre les différents acteurs à chaque étape de la cérémonie. Il est interdit de parler, de fumer ou de bouger, et tous les observateurs sont assis : « c'est un moment sacré qui commande le respect ». Des gardes sont chargés de faire respecter ces consignes.
À Futuna, la cérémonie du kava est un peu différente. Les femmes sont exclues de la cérémonie mais peuvent néanmoins l'observer, tandis qu'à Wallis, « les femmes d'un certain rang ont le droit de participer aussi à la cérémonie ».

À Futuna, les katoaga sont l'occasion de réciter des poèmes et des chants de la tradition orale, et ils constituent le cœur de la cérémonie. Certains comme le miō sont prononcés juste avant la distribution de kava à un roi coutumier. Ces récits (fakamatala) et contes (fagana) racontent les faits et gestes des guerriers relatant l'histoire de Futuna, « c’est au sein de ces mêmes textes que les chefs porteurs de titres (aliki) trouvent la source primaire de leur autorité et de leur prestige ». Un autre discours, le fakamisimisi, est proclamé par un chef extérieur au village : il célèbre le travail effectué par les Futuniens et « [remercie] les chefs et le peuple pour l’abondance et la beauté des produits exposés ». 

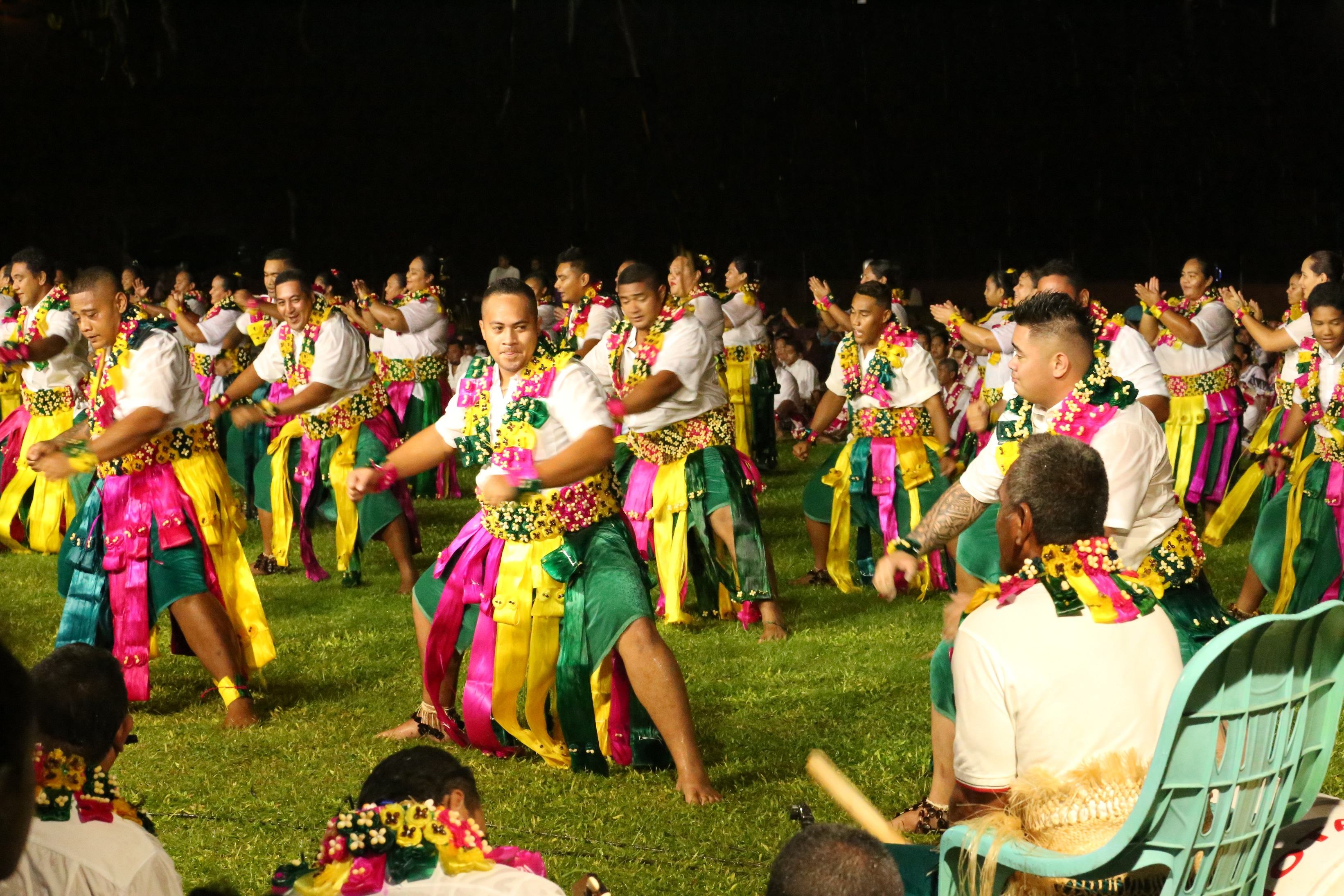
Concours de danses lors de la fête nationale française en 2019 à Wallis.

Après le kava, les groupes de danseurs et danseuses issus des différents villages ou paroisses se succèdent devant les dignitaires. Le katoaga peut donner lieu à des concours de danses, et ces dernières peuvent se succéder sur plusieurs heures. Les spectateurs peuvent récompenser des danseurs en glissant des billets de francs Pacifique dans leur coiffure ou leurs vêtements. Cette pratique remonte, d'après Dominique Pechberty, à la présence américaine à Wallis de 1942 à 1946 et à la monétarisation de l'économie wallisienne. Toutefois, seuls les billets glissés dans les vêtements peuvent être récupérés par le danseur ; l'argent placé dans les coiffures est collecté et redistribué équitablement entre tous les participants après la cérémonie. Les chants qui accompagnent les danses sont généralement créés pour l'occasion et rappellent la tradition orale, l'histoire ou au contraire la vie quotidienne.
Un discours vient présenter les offrandes, puis les parts sont annoncées à haute voix et récupérées par leur récipiendaire. L'ordre de distribution est « rigoureusement décroissant », les plus gros cochons et paniers étant réservés aux dignitaires les plus hauts dans la hiérarchie.
À Wallis, la fête prend fin autour de midi et les différents participants rentrent chez eux.

## Aspects économiques

### Biens offerts
Nourriture et biens offerts lors de trois katoaga à Wallis en 1988-89 :
150e anniversaire de l'arrivée des pères maristes le 20 novembre 1988 : 
- 32 grands cochons
- 74 moyens et petits cochons
- 76 paniers de tubercules cuits
- 12 piles de kape

Mariage du petit-fils du roi Tomasi Kulimoetoke II avec la fille du sénateur Soséfo Makapé Papilio le 23 décembre 1988 (offrandes du roi au sénateur)
- 10 grands cochons
- 56 moyens et petits cochons
- 56 paniers de tubercules

Intronisation du député Kamilo Gata (17 janvier 1989) :
- 17 grands cochons
- 48 moyens et petits cochons
- 2 piles de taro et d'ignames

Lors d'un katoaga, les principaux biens offerts sont des paniers de légumes (ignames, kape), de fruits (bananes), sur lesquels sont posés des cochons grillés, qui sont ensuite recouverts d'une natte dans laquelle se trouve un tissu d'écorce (tapa). Les cochons sont éviscérés et ne sont pas cuits (ils sont généralement recuits par la suite avant d'être mangés). À Futuna, ils sont recouverts de curcuma pour mieux les conserver. Les cochons sont remplis de feuilles d'arbre à pain pour les faire paraître plus gros. Des pieds de kava sont également apportés.
Ces biens, dénommés koloa en wallisien, sont genrés : les porcs et les ignames sont amenés par les hommes, les nattes préparées par les femmes. Des objets d'artisanat réalisés par les femmes sont apportés lors des grandes fêtes. L'élevage de cochons est un marqueur de masculinité important et la plupart des Wallisiens en élèvent. « Chaque famille donne un cochon plus ou moins gros selon le titre du chef de famille, selon sa générosité et selon ses moyens ».
On trouve également depuis les années 1960 des produits occidentaux comme des sacs de riz, des boites de conserve de viande, des cigarettes ou des bouteilles de Coca-Cola, ainsi que des enveloppes remplies d'argent. Ils traduisent l'évolution des modes de consommation de la population. Ces biens sont notamment exigés des travailleurs salariés qui peuvent les acheter.

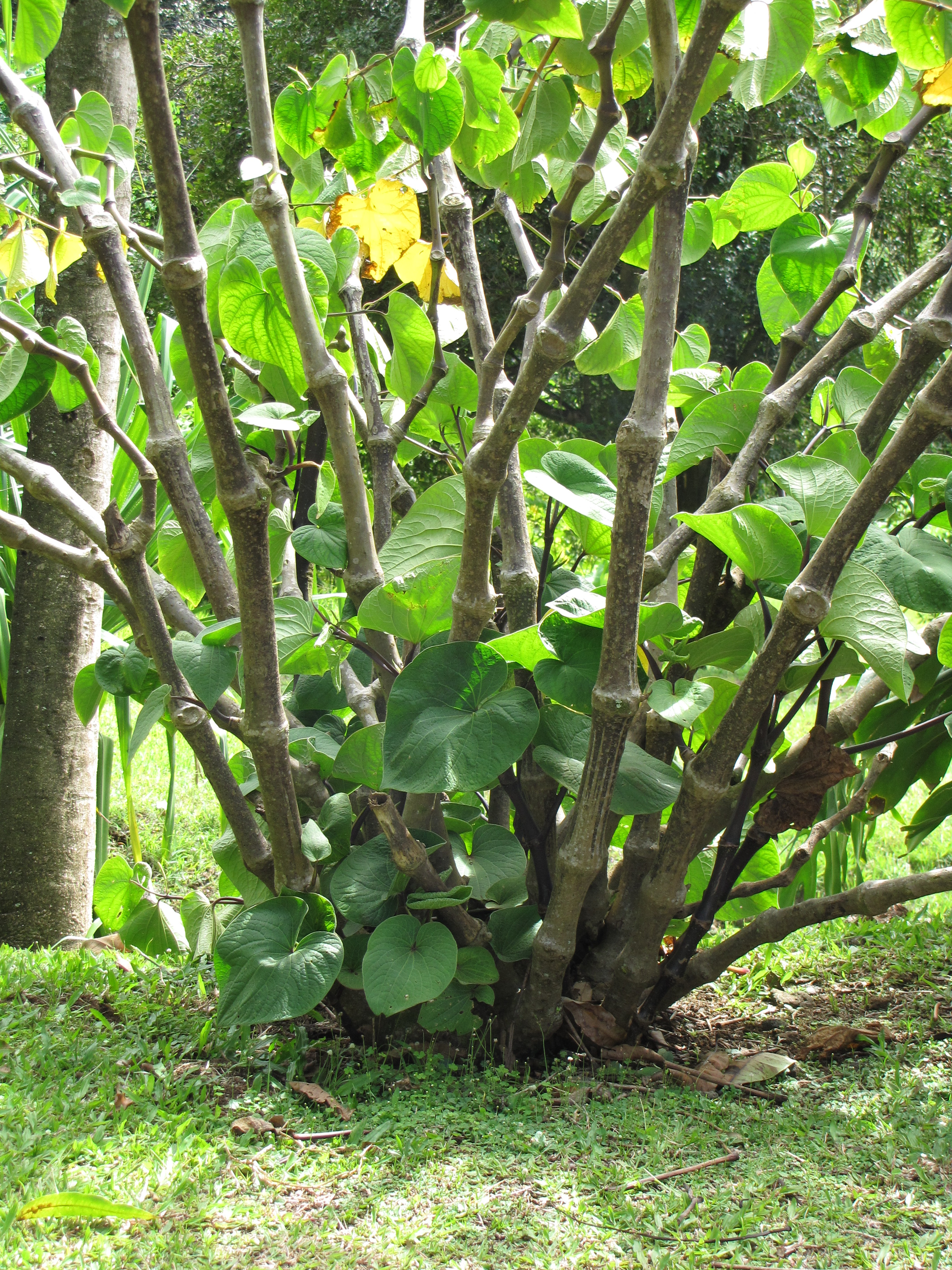
À Futuna, des pieds de kava (piper methysticum) sont offerts lors des katoaga.
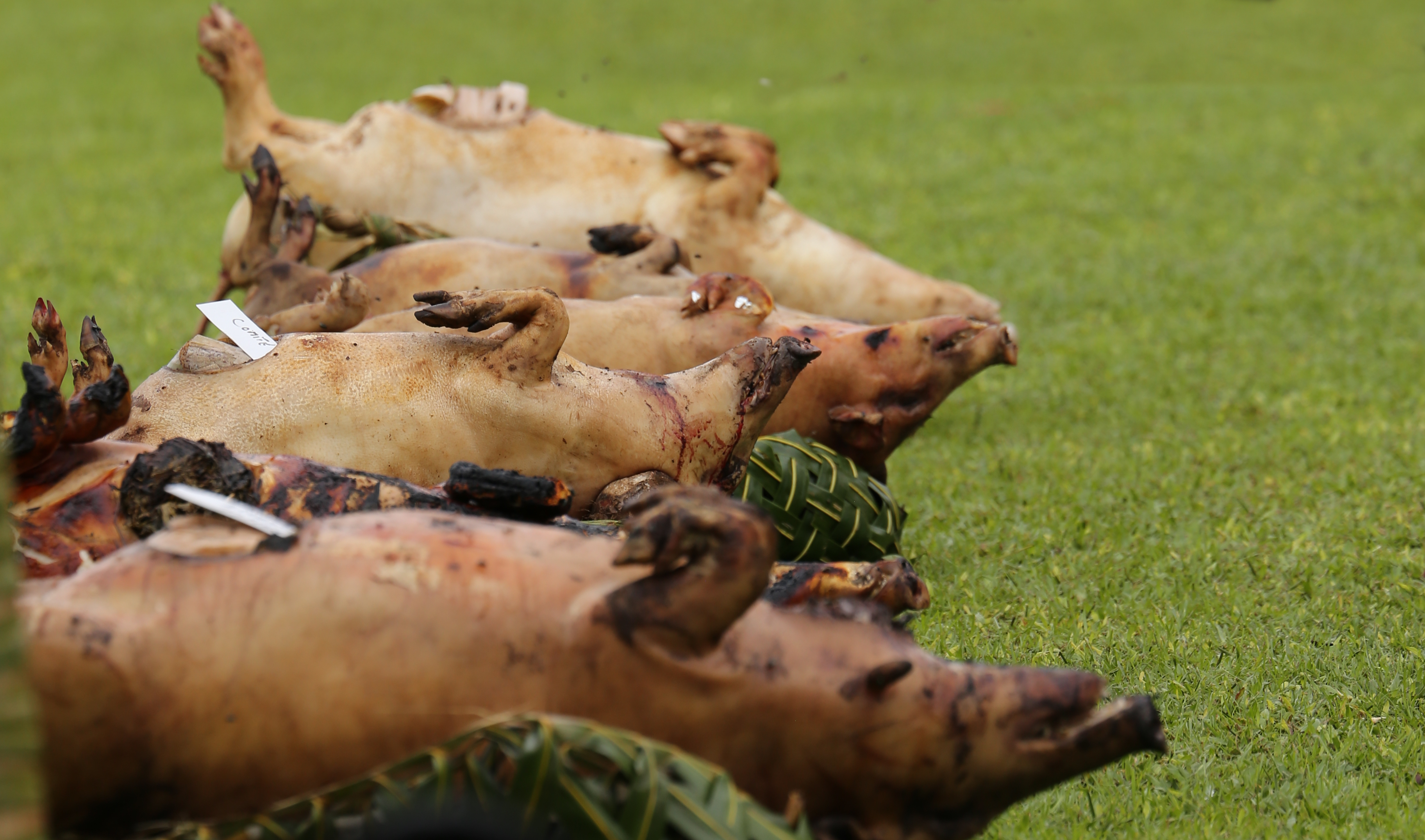
Les cochons représentent, après le kava, les dons les plus importants hiérarchiquement.
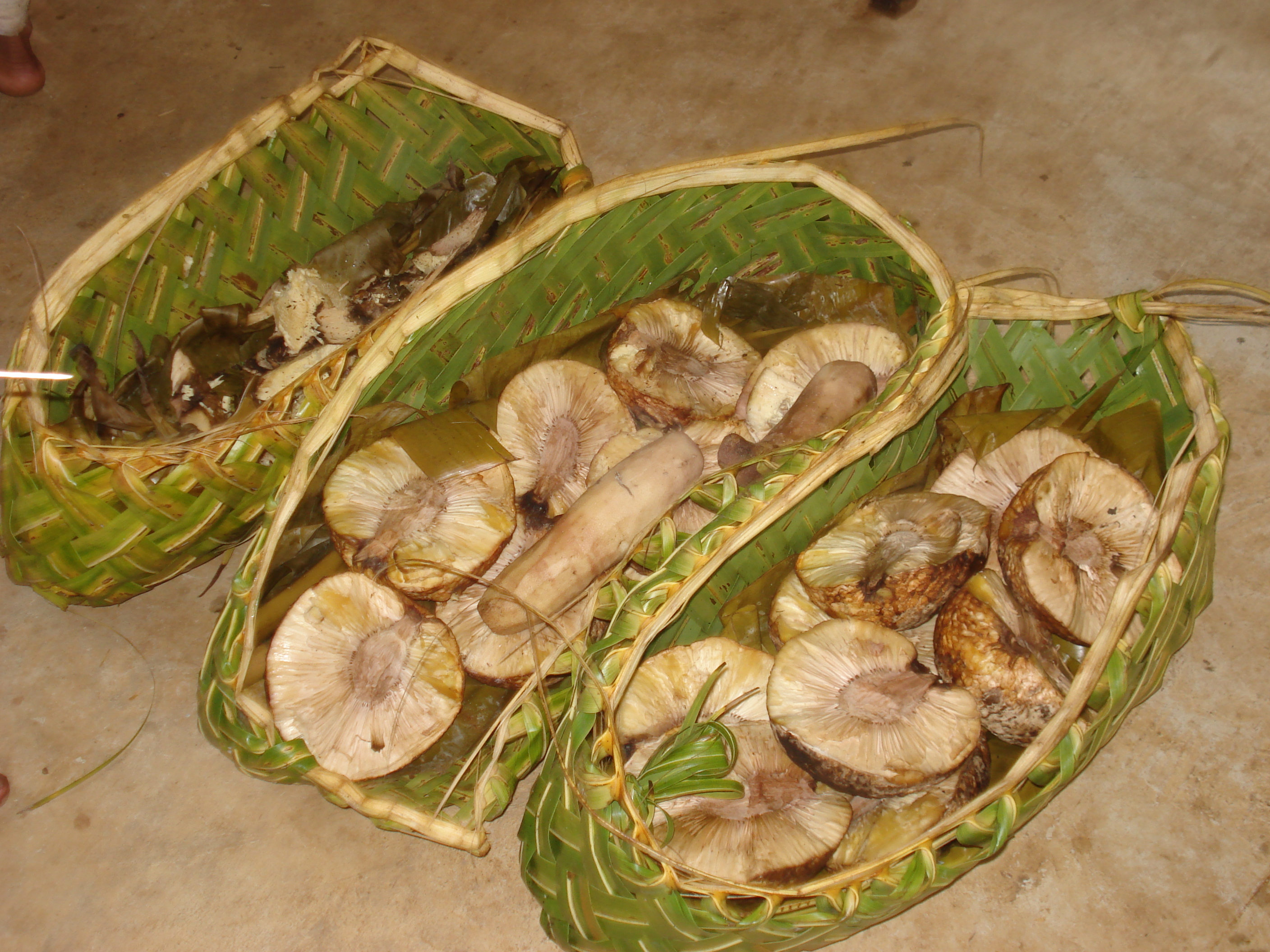
Paniers de légumes contenant des fruits de l'arbre à pain et des ignames.
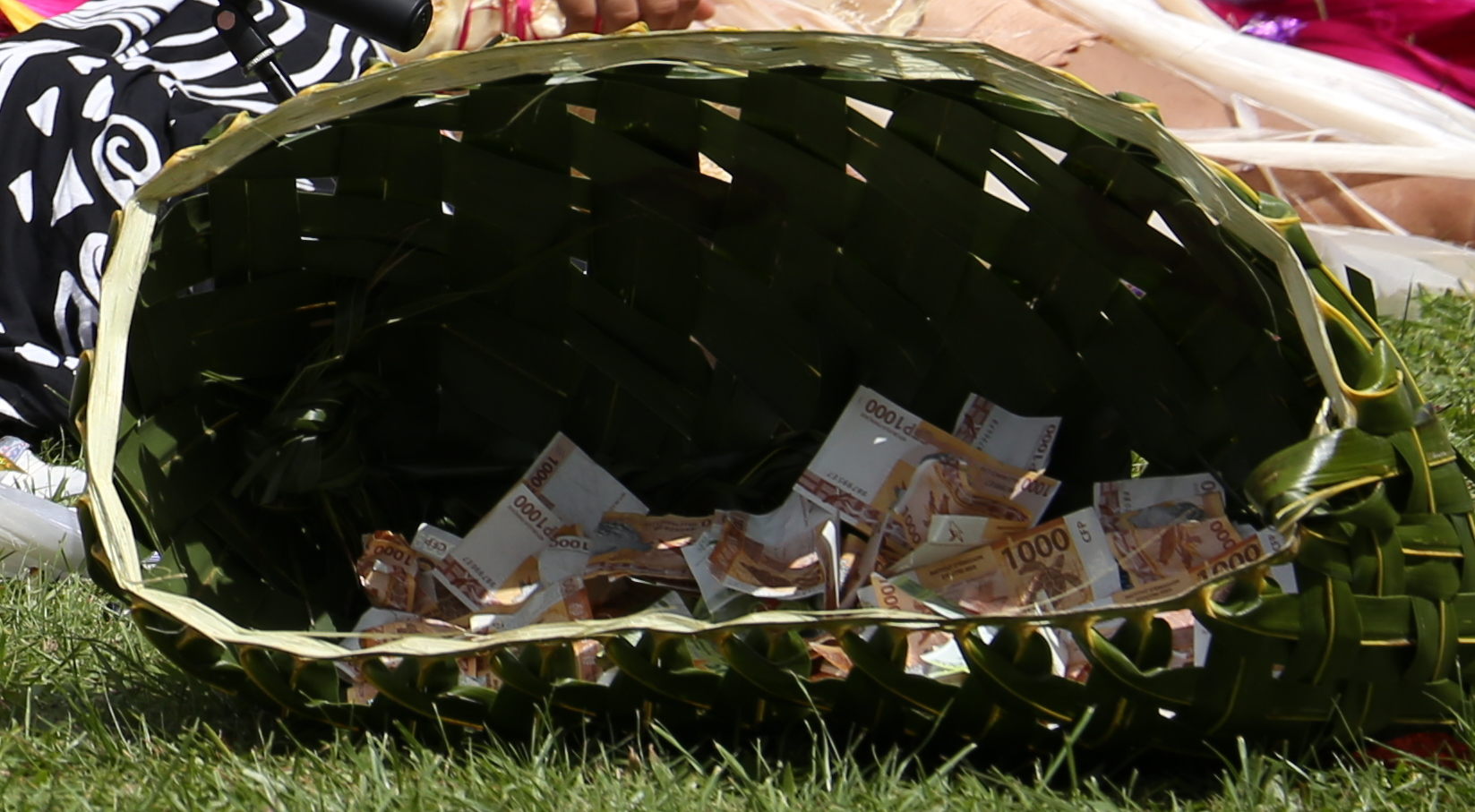
Des dons en argent sont également réalisés.
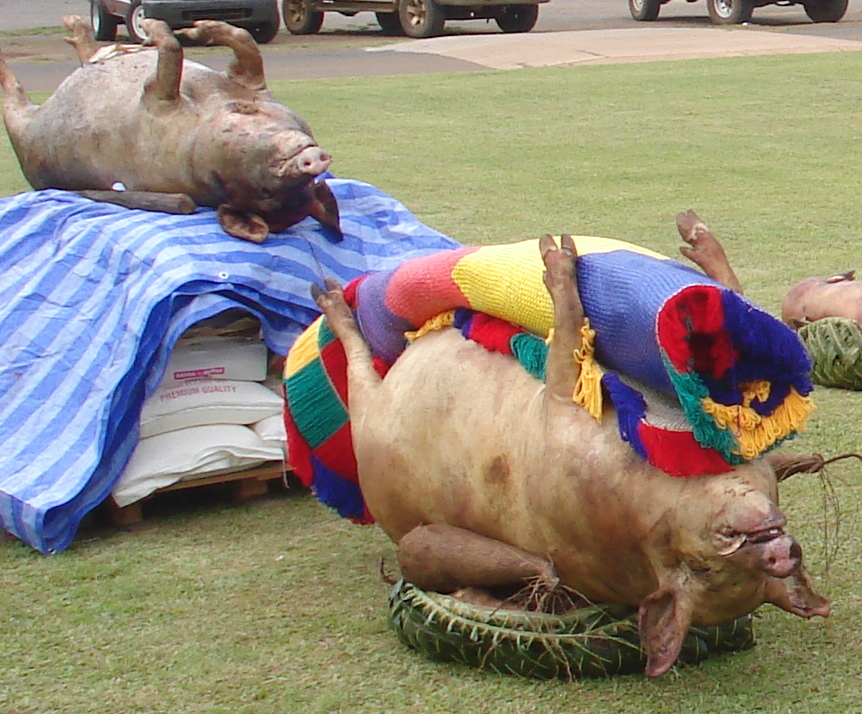
En plus des légumes, cochons, nattes, des produits importés (farine, riz…) sont offerts
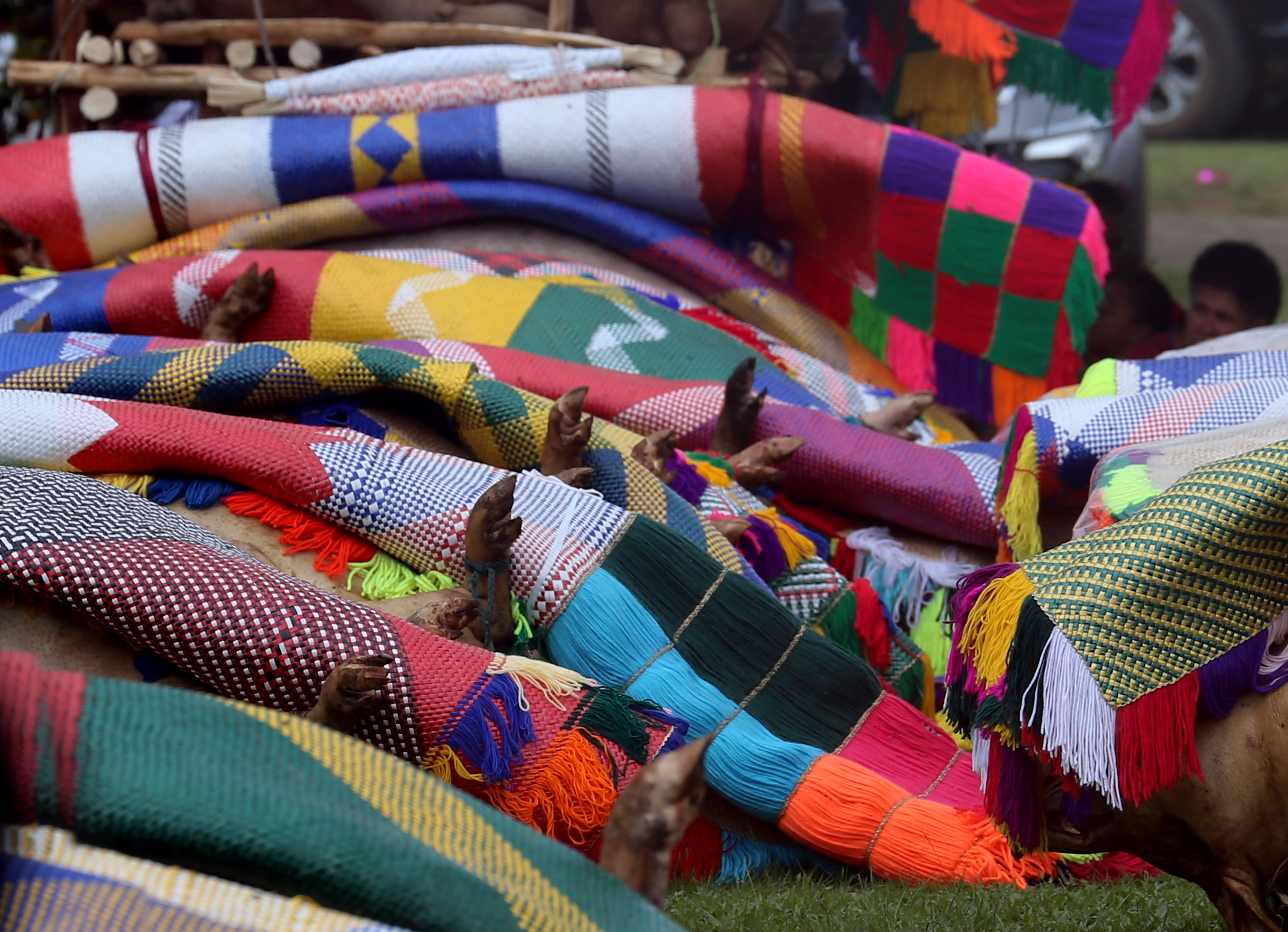
Les nattes sont apportées par les femmes.

### Valeur des biens
Tous les biens n'ont pas la même valeur symbolique. Les pieds de kava sont hiérarchiquement les plus importants, devant les cochons. Viennent ensuite les paniers de nourriture, contenant notamment des ignames, du taro et des bananes. « Seuls les végétaux ayant un certain statut sont […] exposés. La qualité du tubercule ou du fruit l'emporte sur le nombre ». L'échelle symbolique se poursuit avec les biens occidentaux. Les produits du travail féminin (nattes, huiles parfumées, curcuma) sont en dernière position hiérarchique. La hiérarchie des biens présentés recoupe la hiérarchie sociale.
La valeur des biens échangés n'obéit pas à une logique monétaire : s'il est possible d'acheter des nattes ou des cochons avant un katoaga, « en aucun cas une somme d'argent équivalente ne saurait les remplacer le jour de la distribution ». Leur valeur ne se mesure pas non plus à leur usage : « la plupart des porcs, dont la viande tourne sous le soleil, finissent au dépotoir » et lorsque la nourriture est consommée et les nattes utilisées comme couchage, elles perdent toute valeur. Ces biens expriment avant tout des relations sociales entre les donateurs et les receveurs, à l'inverse de la conception occidentale où prime l'individu. Anne di Piazza qualifie la production des taros et ignames destinés à être offerts comme « une production à finalité sociale et rituelle ».
En général, les villageois récupèrent moins de vivres que ce qu'ils ont donné, les parts les plus importantes étant dévolues aux autorités souvent extérieures au village. Les biens continuent de circuler au sein des groupes familiaux (kaiga) et sont redistribués (sauf s'ils ont été mangés lors d'un repas collectif).

### Production et vente

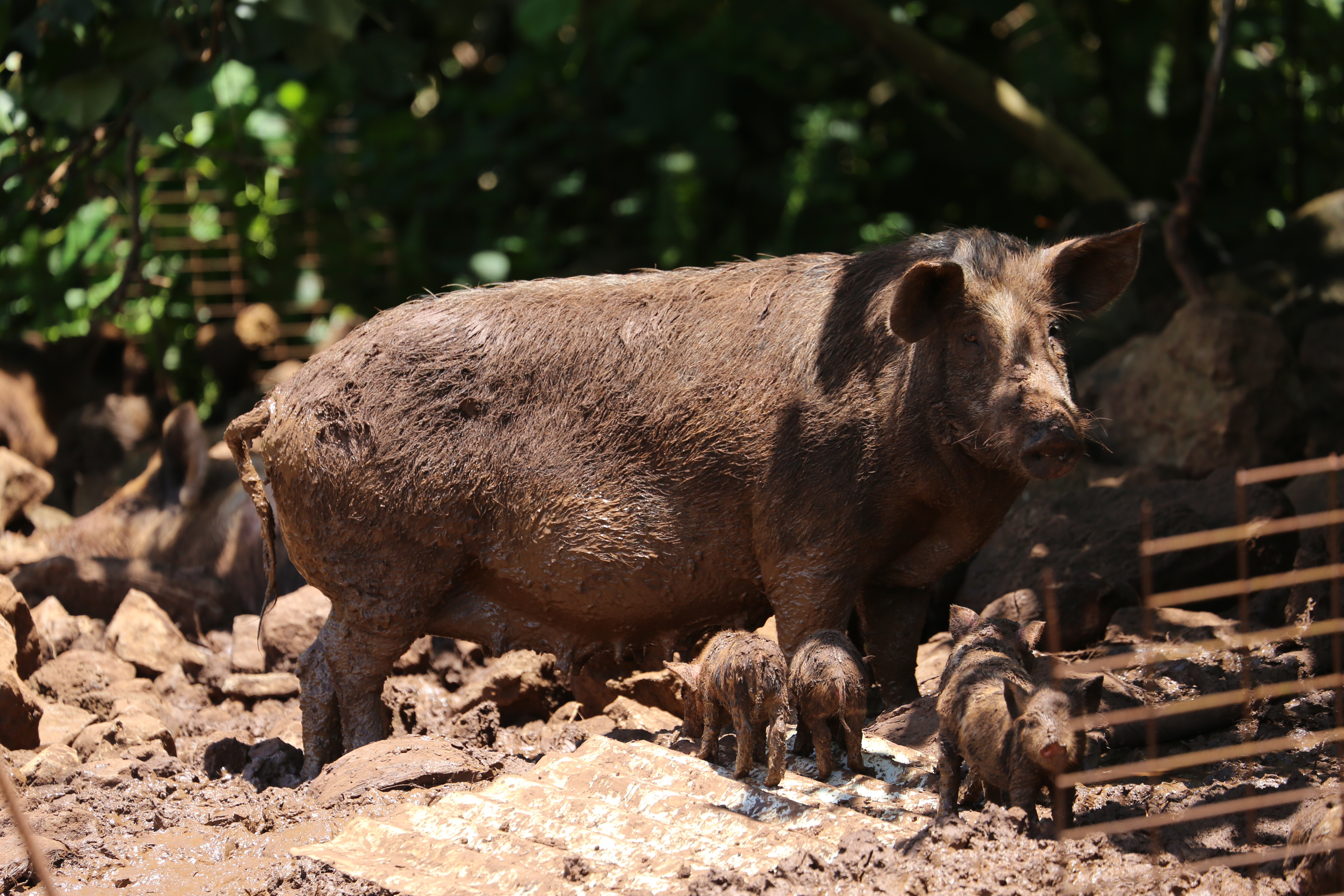
À Wallis-et-Futuna, la plupart des hommes élèvent des cochons en préparation des cérémonies coutumières.

Les katoaga sont l'occasion pour les hommes et les femmes d'un travail accru dans les champs ou l'artisanat, et renforcent la coopération entre les membres étendus d'une même famille. Pour l’anthropologue Patrick Vinton Kirch, ces cérémonies d'échange de biens contraignent les habitants à produire davantage que ce qui suffirait à leur subsistance, afin d'avoir toujours des surplus à offrir. Cela façonne donc la production agricole et ses produits dérivés (nattes et tapa).
L'anthropologue Paul van der Grijp explique que la production de cochons et d'ignames pour les hommes, de nattes et de tapa pour les femmes est une activité qui conditionne leur valeur aux yeux de la communauté. La fierté de donner sa production s'accompagne d'une honte de ne pas avoir suffisamment à donner, et de devoir acheter les biens nécessaires pour compenser. Cette conception du travail explique en grande partie l'échec des tentatives pour créer un marché central à Wallis en 1976, 1981 et 1987, dans une société où l'échange marchand reste très limité.
Néanmoins, la généralisation du salariat et du travail pour l'administration française a provoqué un changement d'attitude, le travail de la terre (gaue kele) tombant en désuétude parmi les nouvelles générations. Les Wallisiens et Futuniens salariés, qui n'ont pas forcément la possibilité ou le temps d'élever des cochons ou de pratiquer l'agriculture, peuvent acheter les biens cérémoniels. Certains entrepreneurs locaux sont spécialisés dans l'élevage de cochons, et la demande pour ces animaux est très forte à l'approche des fêtes traditionnelles. Un grand cochon peut coûter jusqu'à 300 000 francs Pacifique, et de nombreuses familles s'endettent pour répondre à leurs obligations coutumières. Les tubercules, les nattes et les tapa peuvent être également achetés auprès de producteurs et leur vente constitue un important marché informel.

### Circulation des richesses

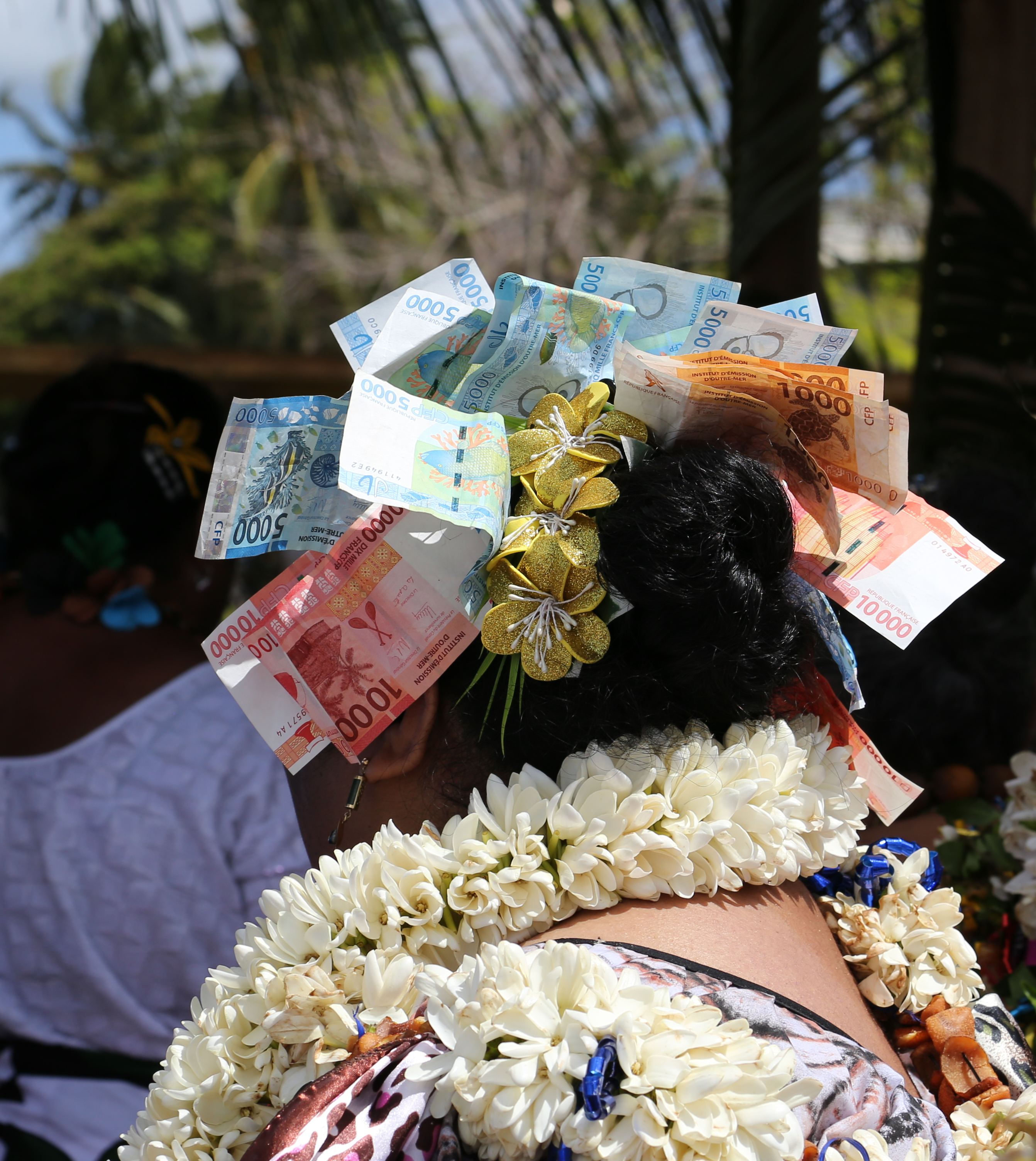
Une danseuse à Wallis lors de la fête de l'Assomption le 15 août 2019. Les meilleures prestations sont récompensées en billets épinglés dans la coiffure ou coincés dans les vêtements. Le katoaga joue un rôle de redistribution des richesses monétaires.

Les katoaga remplissent une fonction de partage et de redistribution des richesses au sein d'une société qui ne pratique pas l'accumulation de richesses ni la thésaurisation. L'anthropologue Sophie Chave-Dartoen note ainsi que « des termes telles que "richesse" et "monnaie" n'ont pas d'équivalent dans la langue wallisienne et leur traduction pose problème ». Les biens offerts lors du katoaga ne sont pas accaparés par les chefs coutumiers, et ne correspondent pas à leur richesse personnelle : au contraire, ils sont offerts par les villageois au nom du chef.
Les produits de l'agriculture ou de la pêche sont souvent distribués au sein des familles en dehors des cérémonies coutumières, et le katoaga ne répond pas à une exigence de répartition de nourriture. Cependant, les biens de consommation européens offerts par les salariés lors des katoaga permettent leur circulation et la cérémonie « joue un rôle important dans la redistribution des ressources monétaires ». L'argent récolté est offert à la mission catholique ou aux coopératives de village.
L'anthropologue Paul van der Grijp note que depuis l'introduction du salariat à Wallis-et-Futuna, on observe une « inflation des dons », ces derniers devant être toujours plus importants. Ainsi, lors d'un katoaga à Ono en 1997, 160 cochons ont été exhibés. Cela est rendu possible par la monétarisation de plus en plus forte de l'économie wallisienne et futunienne, grâce aux emplois fournis par l'administration française et aux mandats envoyés par les Wallisiens et Futuniens de Nouvelle-Calédonie. Néanmoins, une majorité de familles à Futuna n'y a pas accès et pratique l'agriculture vivrière. L'anthropologue Adriano Favole voit dans ces dons toujours plus importants une réponse apportée pour éviter l'apparition d'importantes inégalités économiques entre salariés et non-salariés.

## Analyse anthropologique

### Don et prestige personnel

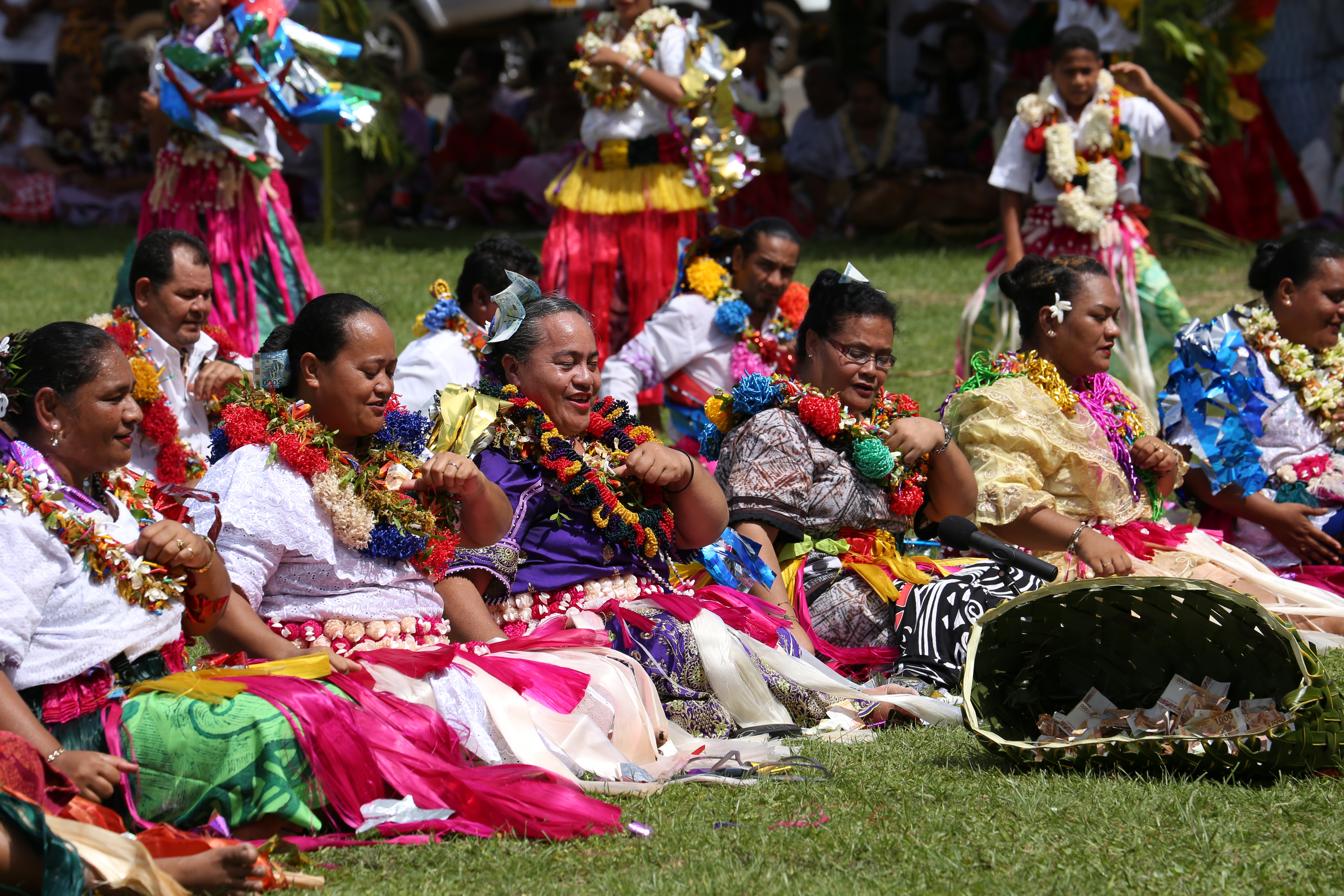
Danses féminines lors de la fête de l'Assomption en 2019.

Pour l'anthropologue Dominique Pechberty, le katoaga se rapproche du potlatch tel qu'analysé par Marcel Mauss. Il s'agit d'une cérémonie de dons et contre-dons où les richesses circulent et confèrent du prestige à ceux qui les donnent. Ainsi, ce n'est pas la possession de biens matériels, mais bien la capacité à donner en grandes quantités, qui établit l'honneur d'une personne. À l'inverse, quelqu'un arrivant avec un petit cochon lors d'une grande fête sera ridiculisé. D'autre part, ces dons sont obligatoires pour pouvoir maintenir son rang. « La chose donnée est source de mana (puissance) et oblige le donataire à rendre si possible avec plus d'éclat ».
Ces dons obéissent également à une logique ostentatoire, en permettant aux nobles ('Aliki) de montrer leur pouvoir. L'autorité d'un chef se mesure alors au nombre de relations qu'il peut mobiliser pour une telle cérémonie. Adriano Favole indique que la participation à un katoaga est requise pour ceux qui veulent se lancer en politique et que le katoaga représente une « arène politique » au sein de laquelle les chefs coutumiers rivalisent, chacun voulant organiser une cérémonie plus éclatante que les autres. À Futuna, certains katoaga sont même le théâtre d'affrontements oratoires entre chefs rivaux.
Certains chefs coutumiers n'hésitent pas à s'endetter auprès de commerçants pour acheter et distribuer de nombreux vivres auprès de leur communauté, pour asseoir leur pouvoir et tenir leur rang. Les cérémonies du katoaga donnent ainsi à voir une « évaluation constante » des relations sociales : « à chaque cérémonie, chaque membre de la communauté travaille à préserver voire augmenter [son] statut ».
Ce mode de fonctionnement des sociétés wallisienne et futunienne explique notamment le faible pouvoir de l'administration française au début du protectorat de Wallis-et-Futuna, qui n'est pas intégrée dans ces échanges cérémoniels.

### Autorité politique et ordre socio-cosmique

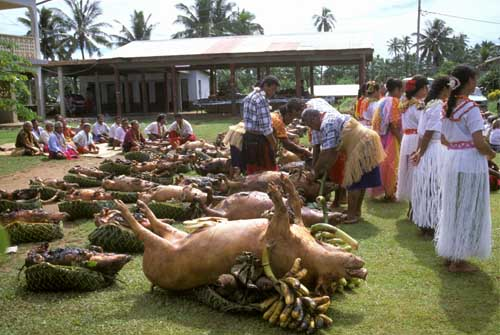
Le katoaga est l'occasion d'affirmer l'autorité des chefs coutumiers par l'ampleur des relations sociales qu'ils réussissent à mobiliser dans la distribution de richesses (ici, une cérémonie à l'occasion de la fête de Saint Pierre Chanel le 28 avril dans les années 2000).

Sophie Chave-Dartoen indique que chaque villageois s'engage dans la préparation du katoaga « en fonction du soutien qu'il désire manifester au chef et à sa communauté ». Les katoaga sont ainsi l'occasion de mettre en scène l'unité de la population derrière leur chef et l'autorité que ce dernier exerce. « L'autorité du chef ne réside alors pas dans la possession, ni même dans la libre disposition de richesses […] ; elle réside dans la capacité à rassembler, en accord avec sa communauté, un grand nombre de richesses et à les distribuer, manifestant […] le bon ordre des relations sociales et la prospérité générale ». Les villageois participants reçoivent finalement peu d'un point de vue matériel (une part de cochon, quelques ignames). Néanmoins, les gains symboliques sont importants : ils confirment leur place au sein de la société, rassemblée autour d'un chef et protégée par les ancêtres et par Dieu, et peuvent accroître leur prestige personnel par l'importance de leur don.
Adriano Favole indique qu'à Futuna, la participation des habitants au katoaga affirme « l’appartenance à une collectivité sociale avec les droits et les responsabilités — notamment celles liées au travail — qu’elle comporte ». D'autre part, « la grandeur d’un katoaga traduit le bien-être et la prospérité de l’île et révèle l’adresse et la force des hommes et des femmes du village organisateur ». Néanmoins, pour l'archéologue Anne di Piazza, le rapport entre un chef et les villageois est également économique : fondé sur le don et le contre-don, « tout don appelle un retour et si possible […] avec surplus. Dès lors, le circuit de l'échange ne peut s'interrompre : il existe toujours un katoaga de retard ». Il est ainsi difficile de sortir des réseaux d'échanges coutumiers, sous peine de perdre tout statut social. La participation au katoaga relève donc d'une obligation coutumière contraignante.
Pour Favole, les katoaga constituent des « rite cosmo-poétiques », « dans la mesure où ils aspirent à construire (poiêin) un « ordre » (cosmos) dans le monde des hommes et de la nature à travers la définition de catégories hiérarchiques ». Le katoaga consacre la hiérarchie de la société futunienne, avec le roi (sau) à sa tête : « le roi, principe englobant du tout, est le garant suprême soit de l'ordre social, soit de la fécondité de la nature ». Le kava et le katoaga confirment le caractère « cosmologique » de la royauté (comme théorisé par Marshall Sahlins) : dans la culture polynésienne, le bien-être de la population, la vie du roi et l’alignement des forces cosmiques sont liées.
Chave-Dartoen indique que le katoaga exprime la reconnaissance du rôle de médiateur des chefs coutumiers entre le monde des vivants et le monde des morts ainsi qu'avec Dieu. De manière générale, l'ordre social et l'ordre cosmique vont de pair dans les sociétés wallisienne et futunienne et il est du rôle des autorités coutumières de garantir le respect des règles pour maintenir cet ordre. Dominique Pechberty estime ainsi que cette cérémonie consacre « les valeurs essentielles de la culture wallisienne ». Adriano Favole classe le katoaga parmi les « politiques de la tradition » qui met en scène la coutume, sans pour autant qu'il s'agisse d'une essentialisation du passé : ces cérémonies évoluent et incorporent des éléments nouveaux, comme la monnaie et la religion chrétienne.

### Esthétique

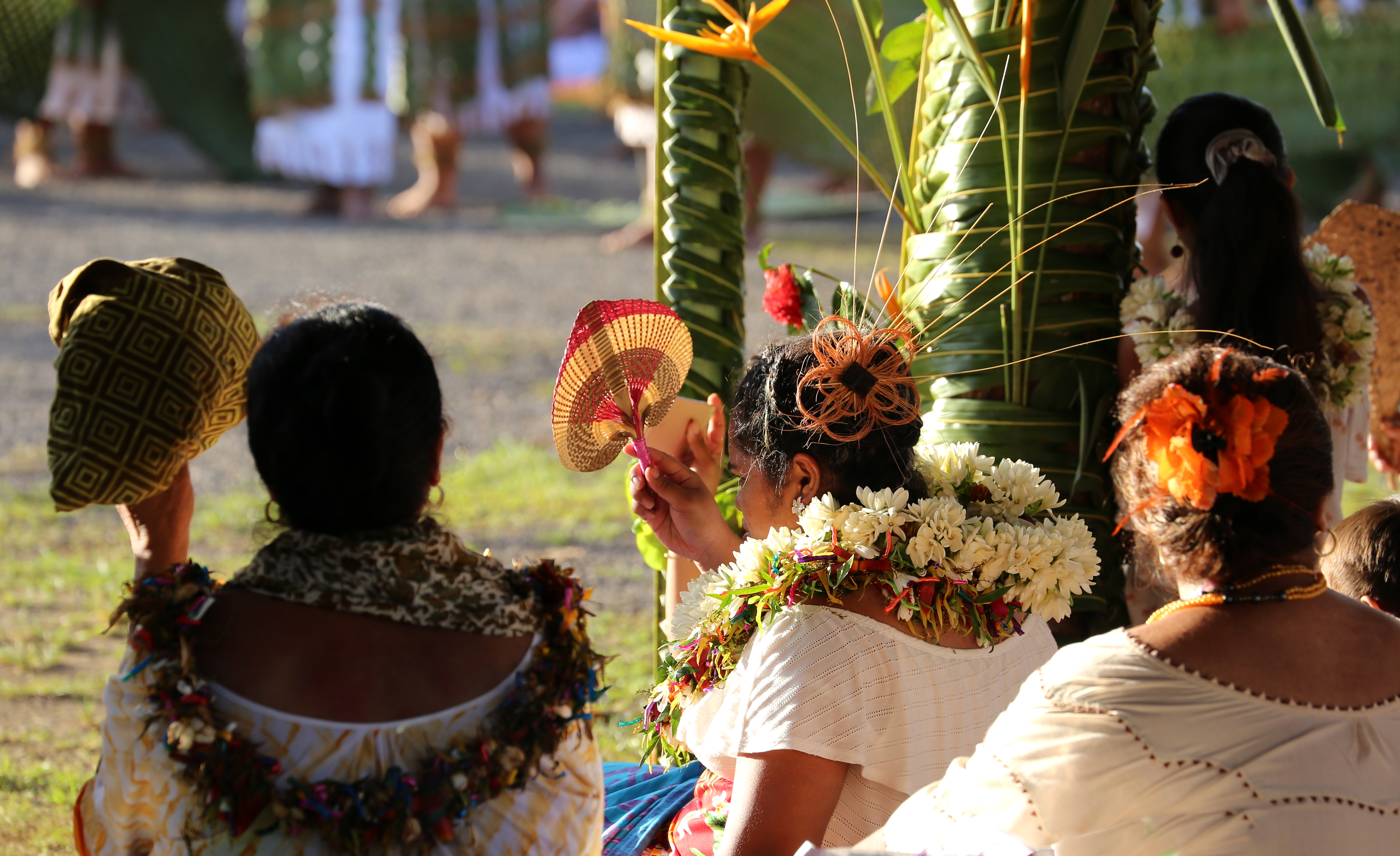
Pour l'anthropologue Adriano Favole, le katoaga répond également à une recherche esthétique du beau et du sublime (Wallis, 13 juillet 2019).

Pour Adriano Favole, la préparation et la réalisation d'un katoaga répond également à la recherche d'une esthétique particulière : « le spectacle offert par la place du village recouverte de cochons rougis éclairés par les premières et pâles lumières du soleil, de paniers en feuilles de coco tressées, d’étoffes d’écorce décorées d’encres locales et de l’étendard d’étoffes s’élevant près de la plage [est] considéré comme étant de toute beauté » par les habitants. Il est célébré par le poème fakamisimisi déclamé devant les participants par un chef coutumier et décrivant les différents biens apportés à travers des métaphores. Cette recherche « du beau et du sublime » transparaît également dans l'habillement et les parures des participants (colliers de fleurs, tatouages, parfums) et constitue « une sorte d'ennoblissement artistique du travail quotidien ».

## En Nouvelle-Calédonie
Dans la communauté wallisienne et futunienne de Nouvelle-Calédonie, le katoaga est beaucoup moins pratiqué qu'à Wallis-et-Futuna. En effet, la plupart des Wallisiens et Futuniens ont un emploi salarié en ville, ne peuvent pas cultiver de terres et ne vivent pas au même endroit. Si une chefferie reliée à celles d'Uvea et de Futuna a été mise en place, selon les villages et les districts d'origine, en raison de l'éparpillement géographique, l'unité du village n'existe plus : « par conséquent, l'exercice de la coutume perd son sens ». Dans ce contexte, la coutume prend un aspect folklorique autour des danses et les biens échangés lors des katoaga sont perçus comme des dépenses coûteuses ; la hiérarchie est souvent ignorée des jeunes générations qui ont adopté un mode de vie occidental où l'argent et la réussite sociale ont pris le pas sur les valeurs traditionnelles. Le katoaga reste toutefois encore pratiqué par quelques familles lors des occasions importantes — cochons et nattes sont généralement achetés pour l'occasion. Les réseaux familiaux sont actifs, surtout avec ceux restés dans les îles d'origine.